# Ruta Nacional 192 (Japón)
La Ruta Nacional 192 (国道192号 Kokudō 192-gō?) es una ruta que comunica las ciudades de Saijo (en la Prefectura de Ehime) y Tokushima (en la Prefectura de Tokushima). En todo su trayecto tiene más de dos carriles por mano y una velocidad máxima permitida de 50 km/h (con tramos de 60 km/h).

## Detalles
- Distancia recorrida: 138,6 km
- Inicio de recorrido: Cruce Ogawa (小川交差点 Ogawa-kōsaten?), en la Ciudad de Saijo (Prefectura de Ehime). Allí se cruza con la Ruta Nacional 11.
- Fin de recorrido: Cruce Tokushimahoncho (徳島本町交差点 Tokushimahonchō-kōsaten?), en la Ciudad de Tokushima (Prefectura de Tokushima). Allí se cruza con la Ruta Nacional 11.

## Características
Atraviesa la Prefectura de Tokushima en sentido este-oeste, casi en paralelo con el Río Yoshino. A la vera de esta ruta se encuentran varias de las ciudades más importantes de la Región de Shikoku, tales como Yoshinogawa (吉野川市 Yoshinogawa-shi?), Mima (美馬市 Mima-shi?), Miyoshi (三好市 Miyoshi-shi?) y Shikokuchuo. Por esta razón tiene un tráfico intenso, lo que la coloca como una de las pocas rutas nacionales de tres cifras que está bajo la órbita del Ministerio de Tierra, Infraestructura y Transporte (国土交通省 Kokudo Kōtsū-shō?).
Cuenta con más de dos carriles por mano en todo su trayecto, pero los embotellamientos son habituales. Durante las horas pico, desde el distrito Kamoshima (鴨島?) de la Ciudad de Yoshinogawa hacia el este habitualmente está congestionado, y dentro de la Ciudad de Tokushima el tráfico es poco fluido durante todo el día. La causa del congestionamiento que se produce en Tokushima se debe a que hacia el sur se encuentra el Bizan (眉山?) y  hacia el norte el Río Yoshino, por lo que dificulta la construcción de rutas alternativas. En efecto, termina siendo la única ruta que permite el acceso desde la zona oeste de la prefectura hacia la ciudad.

## Localidades que atraviesa
- Prefectura de Ehime
  - Ciudad de Saijo
  - Ciudad de Niihama
  - Ciudad de Shikokuchuo

- Prefectura de Tokushima
  - Ciudad de Miyoshi (三好市 Miyoshi-shi?)
  - Pueblo de Higashimiyoshi (東みよし町 Higashimiyoshi-chō?) del Distrito de Miyoshi (三好郡 Miyoshi-gun?)
  - Pueblo de Tsurugi (つるぎ町 Tsurugi-chō?) del Distrito de Mima (美馬郡 Mima-gun?)
  - Ciudad de Mima (美馬市 Mima-shi?)
  - Ciudad de Yoshinogawa (吉野川市 Yoshinogawa-shi?)
  - Pueblo de Ishii (石井町 Ishi'i-chō?) del Distrito de Myozai (名西郡 Myōzai-gun?) ** Ciudad de Tokushima

- Datos: Q6156903
- Multimedia: Route 192 (Japan) / Q6156903